# Light the Night
 (janvier 2022).
La mise en forme du texte ne suit pas les recommandations de Wikipédia : il faut le « wikifier ».
Les points d'amélioration suivants sont les cas les plus fréquents :
- Les titres sont pré-formatés par le logiciel. Ils ne sont ni en capitales, ni en gras.
- Le texte ne doit pas être écrit en capitales (les noms de famille non plus), ni en gras, ni en italique, ni en « petit »…
- Le gras n'est utilisé que pour surligner le titre de l'article dans l'introduction, une seule fois.
- L'italique est rarement utilisé : mots en langue étrangère, titres d'œuvres, noms de bateaux, etc.
- Les citations ne sont pas en italique mais en corps de texte normal. Elles sont entourées par des guillemets français : « et ».
- Les listes à puces sont à éviter, des paragraphes rédigés étant largement préférés. Les tableaux sont à réserver à la présentation de données structurées (résultats, etc.).
- Les appels de note de bas de page (petits chiffres en exposant, introduits par l'outil «  Source ») sont à placer entre la fin de phrase et le point final[comme ça].
- Les liens internes (vers d'autres articles de Wikipédia) sont à choisir avec parcimonie. Créez des liens vers des articles approfondissant le sujet. Les termes génériques sans rapport avec le sujet sont à éviter, ainsi que les répétitions de liens vers un même terme.
- Les liens externes sont à placer uniquement dans une section « Liens externes », à la fin de l'article. Ces liens sont à choisir avec parcimonie suivant les règles définies. Si un lien sert de source à l'article, son insertion dans le texte est à faire par les notes de bas de page.
- La présentation des références doit suivre les conventions bibliographiques. Il est recommandé d'utiliser les modèles {{Ouvrage}}, {{Chapitre}}, {{Article}}, {{Lien web}} et/ou {{Bibliographie}}. Le mode d'édition visuel peut mettre en forme automatiquement les références.
- Insérer une infobox (cadre d'informations à droite) n'est pas obligatoire pour parachever la mise en page.

Pour une aide détaillée, merci de consulter Aide:Wikification.
Si vous pensez que ces points ont été résolus, vous pouvez retirer ce bandeau et améliorer la mise en forme d'un autre article.
Light the Night (華燈初上 - Huá Dēng Chū Shàng) est une série télévisée taïwanaise en 24 épisodes de 44-52 minutes, créée par Ryan Tu, Hong Li-yen et Lin Shao-chien et diffusée entre le 26 novembre 2021 et le février 2022 sur Netflix.

## Synopsis
Light The Night nous ramène en 1988 dans quartier chaud de Taipei qui était autrefois un quartier résidentiel pour l’élite japonaise. Aujourd’hui à Taïwan encore les bars, les restaurants, les salons de karaoké et les nightclubs ont tous gardé une saveur japonaise. Prenant l'hôtel « Hikari » sur Linsen North Road à Taiwan comme toile de fond, c'est un drame réaliste qui décrit l'amour et la haine entre la propriétaire d'un hôtel de style japonais et Yang Jin Hua en 1988 et un groupe de dames amoureuses sous ses ordres.

## Distribution
- Ruby Lin : Lo Yu-nung alias Rose, la gérante de « Hikari »
- Tony Yang : Pan Wen-cheng, un détective
- Cheryl Yang : Su Ching-yi alias Sue, la propriétaire de « Hikari »
- Rhydian Vaughan (en) : Chiang Han, un célèbre scénariste de télévision
- Derek Chang (en) : He Yu-en, un étudiant universitaire
- Puff Kuo (en) : Wang Ai-lien alias Aiko, une hôtesse de « Hikari », aussi camarade de classe de Yu-en
- Esther Liu (en) : Li Shu-hua alias Hana, une hôtesse de « Hikari »
- Cherry Hsieh : Chi Man-ju alias Ah-chi, une hôtesse de « Hikari »
- Nikki Hsin-ying Hsieh : Huang Pai-he alias Yuri, une hôtesse de 'Hikari'

## Fiche technique
- Générique de début : The Moon Represents My Heart (en) (月亮代表我的心) par Ashin (en)
- Générique de fin : Finally (好不容易) par Accusefive (en)